# 冈田奎树
冈田奎树（日语：／ Okada Keiju，1995年12月2日—），日本男子帆船运动员，2018年世界杯马赛站男子470级铜牌得主、2019年世界杯江之岛站男子470级金牌得主、2020年世界杯迈阿密站男子470级银牌得主、2023年世界帆船锦标赛混合470级金牌得主、2022年亚洲运动会混合470级金牌得主。